# Памятник Н. Н. Поликарпову (Орёл)
Памятник Н. Н. Поликарпову — памятник советскому авиаконструктору уроженцу Орловской губернии.

## Описание
Николай Николаевич Поликарпов (1892—1944) родился в селе Калинино (Георгиевское) Ливенском уезде Орловской губернии в семье сельского священника. Окончил Петербургский политехнический институт. Дважды лауреат Сталинской премии, Герой Социалистического Труда Поликарпов является одним из основоположников советской школы самолётостроения.
Памятник находится в одноимённом сквере около кинотеатра «Родина» недалеко от Технологического института, так же носящего его имя, Орловского государственного университета. Бронзовая скульптура авиаконструктора установлена на пьедестале из розового и чёрного гранита, на котором высечены слова: «Николай Николаевич Поликарпов. 1892—1944. Авиаконструктор, Герой Социалистического Труда». Поликарпов сидит на табурете и держит в руке модель самолёта, под табуреткой лежат чертежи самолета. Памятник был заложен 6 августа 1950 года, открытие состоялось 30 апреля 1958 года.